# Quilly (Loire-Atlantique)
Quilly is een gemeente in het Franse departement Loire-Atlantique (regio Pays de la Loire). De plaats maakt deel uit van het arrondissement Saint-Nazaire. Quilly telde op 1 januari 2022 1.541 inwoners.

## Geografie
De oppervlakte van Quilly bedroeg op 1 januari 2022 17,67 vierkante kilometer; de bevolkingsdichtheid was toen 87,2 inwoners per km².

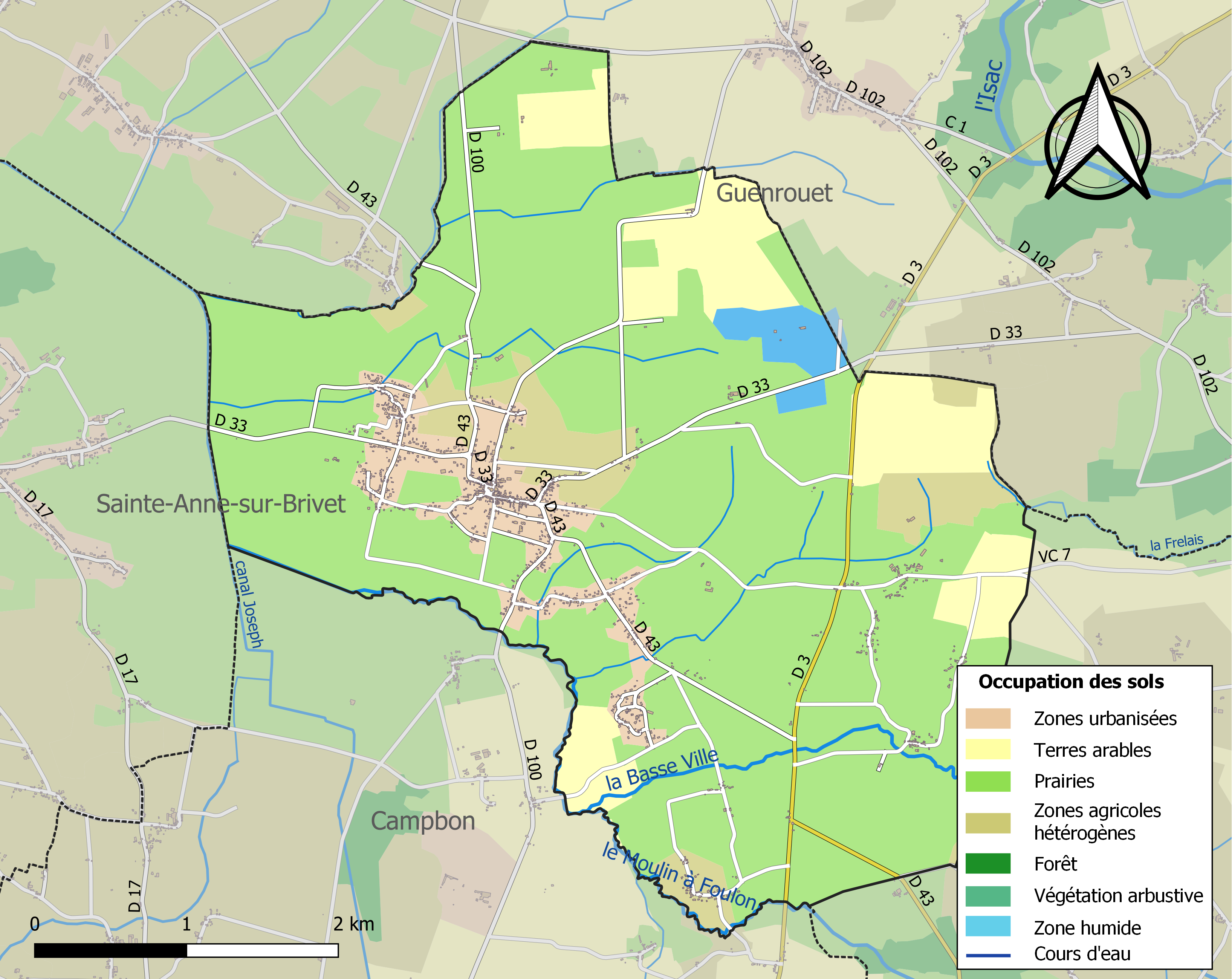
Kaart van de gemeente met de belangrijkste infrastructuur, bodemgebruik en omliggende gemeenten

## Demografie
Onderstaande figuur toont het verloop van het inwonertal (bron: INSEE-tellingen).